# Liffe 2008
19. ljubljanski mednarodni filmski festival je potekal med 12. in 23. novembrom 2008 s projekcijami v Ljubljani (Linhartova in Kosovelova dvorana Cankarjevega doma, Kinoklub Vič, Kinodvor in Kino Komuna) in Mariboru (Kolosej Maribor). V Ljubljani je bilo prikazanih 108 filmov, v Mariboru pa 24. Izdanih je bilo okrog 46.630 vstopnic. Glavni pokrovitelj festivala je bil Mobitel, darovalka Tobačna Ljubljana, medijski pokrovitelj pa Delo. Otvoritveni film je bila Vicky Cristina Barcelona (r. Woody Allen), zaključni pa Izgubljeni orkester (r. Eran Kolirin).
19. izvedba festivala je prinesla kar nekaj sprememb: uvedena je bila tekmovalna sekcija kratkih filmov, v okviru katere je bila prvič podeljena nagrada za najboljši kratki film. Nagrada občinstva je postal zmaj (stekleni kipec akademske kiparke Polone Demšar). Filmi, ki so se potegovali zanj (šlo je za filme brez zagotovljene slovenske distribucije), so bili prvič razvrščeni po različnih sklopih (pred tem so bili vsi v enem sklopu).
Sklepno prireditev je na besedilo Vesne Milek režiral Matej Filipčič, povezovala ga je Aleksandra Balmazović ob glasbeni spremljavi Neishe.

## Nagrade
- vodomec: nagrada režiserju najboljšega filma iz sklopa Perspektiv po izbiri mednarodne tričlanske žirije (sponzor: Mobitel, glavni pokrovitelj festivala)
- zmaj: nagrada občinstva filmu, ki še nima distributerja za Slovenijo (sponzor: Tobačna Ljubljana)
- nagrada za najboljši kratki film, ki je bila podeljena prvič (sponzor: Apple VAD Slovenija)
- FIPRESCI: nagrada mednarodne žirije svetovnega združenja filmskih kritikov in novinarjev

Žirije
| Nagrada               | Žiranti                                        |
| --------------------- | ---------------------------------------------- |
| vodomec               | Kieron Corless, Petra Seliškar, Nuno Sena      |
| najboljši kratki film | Manca Dorrer, Nerina T. Kocjančič, Olaf Möller |
| FIPRESCI              | Maja Bogojević, Vladan Petković, Nadir Öperli  |

Prejemniki
| Nagrada                                                   | Film                          | Režiser        |
| --------------------------------------------------------- | ----------------------------- | -------------- |
| vodomec                                                   | Lakota / Hunger               | Steve McQueen  |
| zmaj                                                      | Katin / Katyń                 | Andrzej Wajda  |
| FIPRESCI                                                  | Balast / Ballast              | Lance Hamer    |
| najboljši kratki film                                     | Zemlja in kruh / Tierra y pan | Carlos Armella |
| posebna omemba žirije za izbor najboljšega kratkega filma | Vučko / Wolfy                 | Matevž Luzar   |

Glasovanje občinstva
Za nagrado občinstva zmaj, ki jo je podelila darovalka Tobačna Ljubljana, so prvič tekmovali filmi iz več sklopov, ki niso imeli zagotovljene slovenske distribucije, pomenila pa je odkup filma. Gledalci so glasove lahko oddali na glasovalnih lističih ob odhodu iz dvorane ali pa preko prenosnih telefonov (ocena 1–5).
| Glasovanje občinstva | Glasovanje občinstva                                                | Glasovanje občinstva |
| Mesto                | Film                                                                | Ocena                |
| -------------------- | ------------------------------------------------------------------- | -------------------- |
| 1.                   | Katin / Katyn                                                       | 4,53                 |
| 2.                   | Srečanja na koncu sveta / Encounters at the end of the world        | 4,51                 |
| 3.                   | Sneg / Snijeg                                                       | 4,50                 |
| 4.                   | Mamin sinko / Momma's Man                                           | 4,42                 |
| 5.                   | Nemirna kri / Restless                                              | 4,40                 |
| 6.                   | Mogočnež / Il divo                                                  | 4,34                 |
| 7.                   | O času in mestu / Of Time and the City                              | 4,33                 |
| 7.                   | Somers Town / Somers Town                                           | 4,33                 |
| 9.                   | Vampirska ljubezen / Lat den rätte komma in                         | 4,31                 |
| 10.                  | Julija / Julia                                                      | 4,26                 |
| 11.                  | Kenedi se poroči / Kenedi se ženi                                   | 4,23                 |
| 12.                  | Kuskus / La graine et le mulet                                      | 4,21                 |
| 13.                  | Poglej me / Ain't Scared                                            | 4,20                 |
| 14.                  | Ahil in želva / Achilles and the Tortoise                           | 4,13                 |
| 15.                  | Faro, boginja voda / Faro, la reine des eaux                        | 4,11                 |
| 16.                  | Nočne ptice / Děti noci                                             | 4,10                 |
| 17.                  | Aleksandra / Alexandra                                              | 4,05                 |
| 18.                  | Še vedno združeni / Aruitemo aruitemo                               | 4,04                 |
| 19.                  | Neukročeni bik / Wild Bull                                          | 3,98                 |
| 20.                  | Združena rdeča armada / United Red Army                             | 3,95                 |
| 20.                  | Štiri noči z Anno / Czetry noce z Anna                              | 3,95                 |
| 22.                  | Otto, gejevski zombi / Otto; or, Up with Dead People                | 3,86                 |
| 23.                  | Poboljšanje / Diorthosi                                             | 3,81                 |
| 24.                  | Štiri ženske / Naalu Pennungal                                      | 3,73                 |
| 25.                  | Tišina pred Bachom / Die Stille vor Bach                            | 3,64                 |
| 26.                  | Dobro počutje / Wellness                                            | 3,62                 |
| 27.                  | Potovanje rdečega balona / Flight of the Red Balloon                | 3,60                 |
| 27.                  | V Silvijinem mestu / En la ciudad de Sylvia                         | 3,60                 |
| 29.                  | Balast / Ballast                                                    | 3,54                 |
| 29.                  | Kapitan Ahab / Capitaine Achab                                      | 3,54                 |
| 31.                  | Najlepši časi / Luchshee Vremya Goda                                | 3,46                 |
| 32.                  | Tiha svetloba / Stellet Licht                                       | 3,44                 |
| 33.                  | Romanca med Astrée in Céladonom / Les amours d'Astrée et de Céladon | 3,41                 |
| 34.                  | Čudovito mestece / Wonderful Town                                   | 3,35                 |
| 35.                  | Fotografije ... v Silvijinem mestu / Photos ... in Sylvia's City    | 3,33                 |
| 36.                  | Vprašanje človečnosti / La question humaine                         | 3,24                 |
| 37.                  | Boljše stvari / Better Things                                       | 2,91                 |
| 38.                  | Po pouku / Afterschool                                              | 2,89                 |
| 39.                  | Pesem ptic / El cant dels ocells                                    | 2,68                 |

## Programski sklopi
| Sklop                     | Opis |
| ------------------------- | --- |
| Perspektive               | uradni tekmovalni sklop mladih režiserjev za Mobitelovo nagrado vodomec                                 |
| Predpremiere              | filmi, odkupljeni za domačo distribucijo                                                                |
| Kralji in kraljice        | dela prepoznavnih in nagrajevanih avtorjev sodobnega filma                                              |
| Panorama svetovnega filma | festivalski favoriti s petih celin                                                                      |
| Ekstravaganca             | t. i. polnočni kino; drznejše, zvrstno raznolike in žgečkljive vsebine                                  |
| Proti vetru               | avtorji, ki z drznejšim pogledom kljubujejo prevladujočim smernicam                                     |
| Fokus                     | vpogled v eno ali več aktualnih nacionalnih kinematografij – Katalonija                                 |
| Retrospektiva             | celovit pregled del pomembnega sodobnega filmskega ustvarjalca – Adoor Gopalakrishnan in Terence Davies |
| Posvečeno                 | zgoščena predstavitev festivalsko in medijsko izpostavljenega avtorja – Želimir Žilnik                  |
| Svet na kratko            | izbor kratkometražnih filmov mladih avtorjev; po novem tekmovalna sekcija                               |

## Filmi

### Perspektive
| #   | Film                                                  | Slovenski naslov   | Režiser                | Država                                                        | Leto | Jezik         |
| --- | ----------------------------------------------------- | ------------------ | ---------------------- | ------------------------------------------------------------- | ---- | ------------- |
| 1.  | Ballast                                               | Balast             | Lance Hamer            | Združene države Amerike                                       | 2008 | angl.         |
| 2.  | Better Things                                         | Boljše stvari      | Duane Hopkins          | Združeno kraljestvo Velike Britanije in Severne Irske         | 2008 | angl.         |
| 3.  | Wonderful Town                                        | Čudovito mestece   | Aditya Assarat         | Tajska                                                        | 2007 | tajščina      |
| 4.  | Wellness                                              | Dobro počutje      | Jake Mahaffy           | Združene države Amerike                                       | 2008 | angl.         |
| 5.  | Ex Drummer                                            | Ex bobnar          | Koen Mortier           | Belgija · Francija · Italija                                  | 2007 | flam./niz.    |
| 6.  | Faro, la reine des eaux / Faro, Goddess of the Waters | Faro, boginja voda | Salif Traoré           | Mali · Burkina Faso · Francija · Nemčija · Kanada             | 2007 | bambarščina   |
| 7.  | Capitaine Achab / Captain Ahab                        | Kapitan Ahab       | Philippe Ramos         | Francija · Švedska                                            | 2007 | fr.           |
| 8.  | Hunger                                                | Lakota             | Steve McQueen          | Združeno kraljestvo Velike Britanije in Severne Irske · Irska | 2008 | angl./irščina |
| 9.  | Valu / The Wild Bull                                  | Neukročeni bik     | Umesh Vinayak Kulkarni | Indija                                                        | 2007 | maratajščina  |
| 10. | Diorthosi (Διόρθωση) / Correction                     | Poboljšanje        | Thanos Anastopoulos    | Grčija                                                        | 2007 | gr.           |
| 11. | Regarde-moi / Ain't Scared                            | Poglej me          | Audrey Estrougo        | Francija                                                      | 2007 | fr.           |

### Predpremiere
| #   | Film                                                                         | Slovenski naslov                        | Režiser             | Država                                          | Leto | Jezik             |
| --- | ---------------------------------------------------------------------------- | --------------------------------------- | ------------------- | ----------------------------------------------- | ---- | ----------------- |
| 1.  | Mèche Blanche, les aventures du petit castor / White Tuft, the Little Beaver | Beli pramen: Pustolovščine malega bobra | Philippe Calderon   | Francija · Kanada                               | 2008 | slov. sinhr.      |
| 2.  | Un conte de Noël / A Christmas Tale                                          | Božična zgodba                          | Arnaud Desplechin   | Francija                                        | 2008 | fr.               |
| 3.  | Tropa de Elite / Elite Squad                                                 | Elitni vod                              | José Padilha        | Brazilija · Argentina · Združene države Amerike | 2007 | port.             |
| 4.  | Gomorra / Gomorrah                                                           | Gomorra                                 | Matteo Garrone      | Italija                                         | 2008 | it.               |
| 5.  | Inju, la bête dans l'ombre / Inju: The Beast in the Shadow                   | Inju, zver v senci                      | Barbet Schroeder    | Francija                                        | 2008 | fr./jap.          |
| 6.  | Bikur Ha-Tizmoret / The Band's Visit                                         | Izgubljeni orkester                     | Eran Kolirin        | Izrael · Francija                               | 2007 | hebr./arab./angl. |
| 7.  | Adoration                                                                    | Občudovanje                             | Atom Egoyan         | Kanada                                          | 2008 | angl.             |
| 8.  | Padre Nuestro                                                                | Oče naš                                 | Christopher Zalla   | Združene države Amerike · Argentina             | 2007 | angl./špan.       |
| 9.  | Entre les Murs / The Class                                                   | Razred                                  | Laurent Cantet      | Francija                                        | 2008 | fr.               |
| 10. | Shine a Light                                                                | Shine a Light                           | Martin Scorsese     | Združene države Amerike                         | 2008 | angl.             |
| 11. | El orfanato / The Orphanage                                                  | Sirotišnica                             | Juan Antonio Bayona | Španija · Mehika                                | 2007 | špan.             |
| 12. | Centochiodi / One Hundred Nails                                              | Sto žebljev                             | Ermanno Olmi        | Italija                                         | 2007 | it./angl.         |
| 13. | Kunsten a tenke negativt / The Art of Negative Thinking                      | Umetnost negativnega mišljenja          | Bard Breien         | Norveška                                        | 2007 | nor.              |
| 14. | Waltz with Bashir                                                            | Valček z Baširjem                       | Ari Folman          | Izrael · Francija · Nemčija                     | 2008 | hebr.             |
| 15. | Vicky Cristina Barcelona                                                     | Vicky Cristina Barcelona                | Woody Allen         | Španija · Združene države Amerike               | 2008 | špan./angl.       |
| 16. | Za vedno / Forever                                                           | Za vedno                                | Damjan Kozole       | Slovenija                                       | 2008 | sln.              |

### Panorama svetovnega filma
| #   | Film                                           | Slovenski naslov       | Režiser                | Država                                                | Leto | Jezik       |
| --- | ---------------------------------------------- | ---------------------- | ---------------------- | ----------------------------------------------------- | ---- | ----------- |
| 1.  | Boy A                                          | Fant A                 | John Crowley           | Združeno kraljestvo Velike Britanije in Severne Irske | 2007 | angl.       |
| 2.  | Julia                                          | Julija                 | Erick Zonca            | Francija · Belgija · Mehika · Združene države Amerike | 2008 | angl./špan. |
| 3.  | Kino Lika / Cinema Lika                        | Kino Lika              | Dalibor Matanić        | Hrvaška                                               | 2008 | hrv.        |
| 4.  | La Graine et le mulet / Secret of the Grain    | Kuskus                 | Abdellatif Kechiche    | Francija                                              | 2007 | fr.         |
| 5.  | Momma's Man                                    | Mamin sinko            | Azazel Jacobs          | Združene države Amerike                               | 2008 | angl.       |
| 6.  | Il Divo                                        | Mogočnež               | Paolo Sorrentino       | Italija · Francija                                    | 2008 | it./angl.   |
| 7.  | Luchshee Vremya Goda / The Best of Times       | Najlepši časi          | Svetlana Proskurina    | Rusija                                                | 2008 | rus.        |
| 8.  | Restless                                       | Nemirna kri            | Amos Kollek            | Izrael · Nemčija · Francija · Belgija · Kanada        | 2008 | hebr./angl. |
| 9.  | Děti noci / Night Owls                         | Nočne ptice            | Michaela Pavlátová     | Češka                                                 | 2008 | češ.        |
| 10. | Afterschool                                    | Po pouku               | Antonio Campos         | Združene države Amerike                               | 2008 | angl.       |
| 11. | Revanche                                       | Povračilo              | Götz Spielmann         | Avstrija                                              | 2008 | nem.        |
| 12. | Jas sum od Titov Veles / I Am from Titov Veles | Sem iz Titovega Velesa | Teona Strugar Mitevska | Makedonija · Slovenija · Belgija · Francija           | 2007 | mak.        |
| 13. | Snijeg / Snow                                  | Sneg                   | Aida Begić             | Bosna in Hercegovina · Francija · Iran · Nemčija      | 2008 | bos.        |
| 14. | Somers Town                                    | Somers Town            | Shane Meadows          | Združeno kraljestvo Velike Britanije in Severne Irske | 2008 | angl.       |
| 15. | La Question humaine / The Heartbeat Detector   | Vprašanje človečnosti  | Nicolas Klotz          | Francija                                              | 2007 | fr.         |

### Kralji in kraljice
| #   | Film                                                                  | Slovenski naslov                | Režiser                     | Država                                                | Leto | Jezik                |
| --- | --------------------------------------------------------------------- | ------------------------------- | --------------------------- | ----------------------------------------------------- | ---- | -------------------- |
| 1.  | Er Shi Si Cheng Ji / 24 City                                          | 24 City                         | Jia Zhang-ke                | Ljudska republika Kitajska                            | 2008 | kit.                 |
| 2.  | Achilles to kame / Achilles and the Tortoise                          | Ahil in želva                   | Takeshi Kitano              | Japonska                                              | 2008 | jap.                 |
| 3.  | Happy-Go-Lucky                                                        | Kar brez skrbi                  | Mike Leigh                  | Združeno kraljestvo Velike Britanije in Severne Irske | 2008 | angl.                |
| 4.  | Katyń / Katyn                                                         | Katin                           | Andrzej Wajda               | Poljska                                               | 2007 | polj./nem./rus.      |
| 5.  | Le silence de Lorna / Lorna's Silence                                 | Lornin molk                     | Jean-Pierre in Luc Dardenne | Belgija · Francija · Italija                          | 2008 | fr./alb./rus.        |
| 6.  | Maradona by Kusturica                                                 | Maradona                        | Emir Kusturica              | Španija · Francija                                    | 2008 | angl./špan./it./srb. |
| 7.  | Le voyage du ballon rouge / Flight of the Red Balloon                 | Potovanje rdečega balona        | Hou Hsiao-hsien             | Francija                                              | 2007 | fr.                  |
| 8.  | Les amours d'Astrée et de Céladon / The Romance of Astrea and Celadon | Romanca med Astrée in Céladonom | Éric Rohmer                 | Francija · Italija · Španija                          | 2007 | fr.                  |
| 9.  | Encounters at the End of the World                                    | Srečanja na koncu sveta         | Werner Herzog               | Združene države Amerike                               | 2007 | angl.                |
| 10. | Standard Operating Procedure                                          | Standardni postopek             | Errol Morris                | Združene države Amerike                               | 2008 | angl.                |
| 11. | Aruitemo aruitemo / Still Walking                                     | Še vedno združeni               | Hirokazu Kore-eda           | Japonska                                              | 2008 | jap.                 |
| 12. | Cztery noce z Anna / Four Nights with Anna                            | Štiri noči z Anno               | Jerzy Skolimowski           | Poljska · Francija                                    | 2008 | polj.                |
| 13. | Jitsuroku rengô sekigun: Asama sansô e no michi / United Red Army     | Združena rdeča armada           | Koji Wakamatsu              | Japonska                                              | 2007 | jap.                 |

### Ekstravaganca
| #  | Film                                          | Slovenski naslov     | Režiser                          | Država           | Leto | Jezik      |
| -- | --------------------------------------------- | -------------------- | -------------------------------- | ---------------- | ---- | ---------- |
| 1. | Otto; or, Up with Dead People                 | Otto, gejevski zombi | Bruce LaBruce                    | Nemčija · Kanada | 2007 | angl./nem. |
| 2. | [Rec]                                         | Snemaj!              | Jaume Balagueró, Paco Plaza      | Španija          | 2007 | špan.      |
| 3. | Lat den rätte komma in / Let the Right One In | Vampirska ljubezen   | Tomas Alfredson                  | Švedska          | 2008 | šved.      |
| 4. | À l'intérieur / Inside                        | Znotraj              | Alexandre Bustillo, Julien Maury | Francija         | 2007 | fr.        |

### Fokus: Sodobni katalonski film
| #  | Film                                                                 | Slovenski naslov                   | Režiser          | Država             | Leto | Jezik             |
| -- | -------------------------------------------------------------------- | ---------------------------------- | ---------------- | ------------------ | ---- | ----------------- |
| 1. | Dies d'agost / August Days                                           | Avgustovski dnevi                  | Marc Recha       | Španija            | 2006 | katal.            |
| 2. | Cravan vs. Cravan                                                    | Cravan proti Cravanu               | Isaki Lacuesta   | Španija            | 2002 | špan.             |
| 3. | Honor de cavalleria / Honor of the Knights                           | Čast vitezov                       | Albert Serra     | Španija            | 2006 | katal.            |
| 4. | Unas fotos en la ciudad de Sylvia / Photos ... in the City of Sylvia | Fotografije ... v Silvijinem mestu | José Luis Guerín | Španija            | 2007 | špan.             |
| 5. | Más allá del espejo / Beyond the Mirror                              | Onstran ogledala                   | Joaquim Jordà    | Španija            | 2006 | špan./katal.      |
| 6. | El cant dels ocells / Birdsong                                       | Pesem ptic                         | Albert Serra     | Španija            | 2008 | katal.            |
| 7. | Die Stille vor Bach / The Silence Before Bach                        | Tišina pred Bachom                 | Pere Portabella  | Španija            | 2007 | katal./špan./nem. |
| 8. | Pont de Varsòvia / Warsaw Bridge                                     | Varšavski most                     | Pere Portabella  | Španija            | 1990 | špan.             |
| 9. | En la ciudad de Sylvia / In the City of Sylvia                       | V Silvijinem mestu                 | José Luis Guerín | Španija · Francija | 2007 | špan./fr.         |

### Posvečeno: Želimir Žilnik
| #  | Film                                                   | Slovenski naslov            | Režiser        | Država              | Leto | Jezik              |
| -- | ------------------------------------------------------ | --------------------------- | -------------- | ------------------- | ---- | ------------------ |
| 1. | Kenedi se ženi / Kenedi Is Getting Married             | Kenedi se poroči            | Želimir Žilnik | Srbija              | 2007 | romščina/srb./nem. |
| 2. | Kenedi se vraća kući / Kenedi Goes Back Home           | Kenedi se vrača domov       | Želimir Žilnik | Srbija in Črna gora | 2003 | romščina/srb./nem. |
| 3. | Gde je bio Kenedi dve godine? / Kenedi, Lost and Found | Kenedi, izgubljen in najden | Želimir Žilnik | Srbija in Črna gora | 2005 | romščina/srb./nem. |

### Retrospektiva: Terence Davies
| #  | Film                        | Slovenski naslov             | Režiser        | Država                                                                                               | Leto      | Jezik     |
| -- | --------------------------- | ---------------------------- | -------------- | --- | --------- | --------- |
| 1. | The House of Mirth          | Hiša radosti                 | Terence Davies | Združeno kraljestvo Velike Britanije in Severne Irske · Francija · Združene države Amerike · Nemčija | 2000      | angl./fr. |
| 2. | The Long Day Closes         | Konec dolgega dne            | Terence Davies | Združeno kraljestvo Velike Britanije in Severne Irske                                                | 1992      | angl.     |
| 3. | The Neon Bible              | Neonska biblija              | Terence Davies | Združeno kraljestvo Velike Britanije in Severne Irske                                                | 1995      | angl.     |
| 4. | Of Time and the City        | O času in mestu              | Terence Davies | Združeno kraljestvo Velike Britanije in Severne Irske                                                | 2008      | angl.     |
| 5. | Distant Voices, Still Lives | Oddaljeni glasovi, tihožitja | Terence Davies | Združeno kraljestvo Velike Britanije in Severne Irske · Zahodna Nemčija                              | 1998      | angl.     |
| 6. | The Terence Davies Trilogy  | Trilogija Terenca Daviesa    | Terence Davies | Združeno kraljestvo Velike Britanije in Severne Irske                                                | 1976−1983 | angl.     |

### Retrospektiva: Adoor Gopalakrishnan
| #   | Film                                             | Slovenski naslov   | Režiser              | Država                                 | Leto | Jezik          |
| --- | ------------------------------------------------ | ------------------ | -------------------- | -------------------------------------- | ---- | -------------- |
| 1.  | Mukhamukham / Face to Face                       | Iz oči v oči       | Adoor Gopalakrishnan | Indija                                 | 1984 | malajalamščina |
| 2.  | Swayamvaram / One's Own Choice/The Selection     | Izbira posameznika | Adoor Gopalakrishnan | Indija                                 | 1972 | malajalamščina |
| 3.  | Anantaram / Monologue                            | Monolog            | Adoor Gopalakrishnan | Indija                                 | 1987 | malajalamščina |
| 4.  | Kathapurushan / Man of the Story/The Protagonist | Osrednji junak     | Adoor Gopalakrishnan | Indija · Japonska                      | 1995 | malajalamščina |
| 5.  | Elippathayam / The Rat Trap                      | Past za podgane    | Adoor Gopalakrishnan | Indija                                 | 1981 | malajalamščina |
| 6.  | Nizhalkkuthu / Shadow Kill                       | Rabljeva dilema    | Adoor Gopalakrishnan | Indija · Francija · Nizozemska · Švica | 2002 | malajalamščina |
| 7.  | Naalu pennungal / Four Women                     | Štiri ženske       | Adoor Gopalakrishnan | Indija                                 | 2007 | malajalamščina |
| 8.  | Kodiyettam / The Ascent                          | Vstajenje          | Adoor Gopalakrishnan | Indija                                 | 1977 | malajalamščina |
| 9.  | Mathilukal / The Walls                           | Zaporniški zidovi  | Adoor Gopalakrishnan | Indija                                 | 1990 | malajalamščina |
| 10. | Vidheyan / The Servile                           | Zasužnjen          | Adoor Gopalakrishnan | Indija                                 | 1993 | malajalamščina |

### Proti vetru
| #  | Film                         | Slovenski naslov | Režiser           | Država                       | Leto    | Jezik          |
| -- | ---------------------------- | ---------------- | ----------------- | ---------------------------- | ------- | -------------- |
| 1. | Alexandra                    | Aleksandra       | Aleksandr Sokurov | Rusija · Francija            | 2007    | rus.           |
| 2. | Stellet Licht / Silent Light | Tiha svetloba    | Carlos Reygadas   | Mehika · Francija · Nemčija  | 2007    | nem./fr./špan. |
| 3. | Üç maymun / Three Monkeys    | Tri opice        | Nuri Bilge Ceylan | Turčija · Francija · Italija | 2008    | tur.           |
| 4. | Histoire(s) du cinéma        | Zgodovine filma  | Jean-Luc Godard   | Francija                     | 1988–98 | fr.            |

### Kratki filmi
| #                             | Film                                                   | Slovenski naslov        | Režiser             | Država                                                | Leto | Jezik         |
| ----------------------------- | ------------------------------------------------------ | ----------------------- | ------------------- | ----------------------------------------------------- | ---- | ------------- |
| Tekmovalni program − 1. sklop |                                                        |                         |                     |                                                       |      |               |
| 1.                            | Agape                                                  | Agape                   | Slobodan Maksimović | Slovenija                                             | 2007 | sln.          |
| 2.                            | De onbaatzuchtigen / The Altruists                     | Altruisti               | Koen Dejaegher      | Belgija                                               | 2008 | niz.          |
| 3.                            | The Apology Line                                       | Linija za opravičevanje | James Lees          | Združeno kraljestvo Velike Britanije in Severne Irske | 2007 | angl.         |
| 4.                            | The Pearce Sisters                                     | Sestri Pearce           | Luis Cook           | Združeno kraljestvo Velike Britanije in Severne Irske | 2007 | angl.         |
| 5.                            | Vsakdan ni vsak dan / Every Day Is Not the Same        | Vsakdan ni vsak dan     | Martin Turk         | Slovenija                                             | 2008 | sln.          |
| 6.                            | Tierra y pan / Land and Bread                          | Zemlja in kruh          | Carlos Armella      | Mehika                                                | 2008 | brez dialogov |
| Tekmovalni program − 2. sklop |                                                        |                         |                     |                                                       |      |               |
| 7.                            | Scurta plimbare cu masina / A Short Ride               | Kratka vožnja           | Paul Negoescu       | Romunija                                              | 2008 | rom.          |
| 8.                            | Love You More                                          | Ljubim te bolj          | Sam Taylor-Wood     | Združeno kraljestvo Velike Britanije in Severne Irske | 2007 | angl.         |
| 9.                            | O zi buna de plaja / A Good Day for a Swim             | Odličen dan za kopanje  | Bogdan Mustata      | Romunija                                              | 2007 | rom.          |
| 10.                           | Reflections                                            | Refleksije              | Ho Tzu-Nyen         | Singapur                                              | 2007 | angl.         |
| 11.                           | Vučko / Wolfy                                          | Vučko                   | Matevž Luzar        | Slovenija                                             | 2007 | sln.          |
| Netekmovalni program          |                                                        |                         |                     |                                                       |      |               |
| 12.                           | Frankie                                                | Frankie                 | Darren Thornton     | Irska                                                 | 2007 | angl.         |
| 13.                           | KJFG No. 5                                             | KJFG No. 5              | Aleksej Aleksejev   | Madžarska                                             | 2008 | brez dialogov |
| 14.                           | Ich träume nicht auf deutsch / I Don't Dream in German | Ne sanjam v nemščini    | Ivana Lalovic       | Švica · Bosna in Hercegovina                          | 2008 | bos.          |
| 15.                           | Procrastination                                        | Odlašanje               | Johnny Kelly        | Združeno kraljestvo Velike Britanije in Severne Irske | 2007 | brez dialogov |
| 16.                           | Raak / Contact                                         | Stik                    | Hanro Smitsman      | Nizozemska                                            | 2006 | niz.          |
| 17.                           | Vem / I Know                                           | Vem                     | Jan Cvitkovič       | Slovenija · Madžarska                                 | 2008 | brez dialogov |

## ITAK filmfest
Drugo leto zapored je v okviru festivala potekalo tekmovanje ITAK filmfest, ki sta ga organizirala LIFFe in Mobitel. Sodelujoči so morali poslati ideje za kratek film na temo »Kaj pa ti počneš s svojim mobitelom?« v obliki scenarija, storyboarda ali že posnetega filmčka z mobilnim telefonom. Najboljše 3 ideje so bile (ponovno) posnete v okviru filmske delavnice, ki jo je vodil Mitja Okorn. Izmed teh treh je žirija – Matevž Luzar, Nataša Bučar in Karmen Štamulak – nagrado ITAK filmfesta za najboljši film, posnet s prenosnim telefonom, podelila filmu Names, katerega avtorji so bili Mitja Mlakar, Mojca Pernat in Miha Šubic (produkcijska skupina Caveman Pictures).

## Gosti
| Gostje – filmski ustvarjalci |
| --- |
| - Adoor Gopalakrishnan, režiser – sklop Retrospektiva - Erick Zonca, režiser – Julija - Audre Py, scenarist – Julija - Bruce LaBruce, režiser – Otto, gejevski zombi - Jurgen Brünning, producent – Otto, gejevski zombi - Salif Traoré, režiser – Faro, boginja voda - Djénéba Koné, igralka – Faro, boginja voda - Carlos Reygadas, režiser – Tiha svetloba - Elma Tataragić, producentka – Sneg - Emir Hadžihafisbegović, igralec – Sneg - Azazel Jacobs, režiser – Mamin sinko - Želimir Žilnik, režiser – trilogija o Kenediju - Jose Luis Guerin, režiser – V Silvijinem mestu; Fotografije ... v Silvijinem mestu - Pilar López de Ayala, igralka – V Silvijinem mestu; Fotografije ... v Silvijinem mestu - Montse Triola, producentka, igralka – Pesem ptic; Čast vitezov - Umesh Vinayak Kulkarni, režiser – Neukročeni bik - Sasson Gabai, igralec – Izgubljeni orkester - Jeff Clark, igralec – Dobro počutje - Svetlana Proskurina, režiserka – Najlepši časi - Duane Hopkins, režiser – Boljše stvari - Holzer Neta, animator – Valček z Baširjem - Labina Mitevska, igralka – Sem iz Titovega Velesa - Michaela Pavlátová, režiserka – Nočne ptice - Martha Issova, igralka – Nočne ptice - Thanos Anastopoulos, režiser, scenarist – Poboljšanje - Damjan Kozole, režiser – Za vedno - Marjuta Slamič, igralka – Za vedno - Paco Boublard, igralec – Poglej me - Ankica Jurić Tilić, producentka – Kino Lika - Damir Karakaš, igralec, avtor knjižne predloge – Kino Lika - Artur Steranko, igralec – Štiri noči z Annos - Natalia Lopez, montažerka – Tiha svetloba - Robert Prebil, igralec – Vsakdan ni vsak dan - Labina Mitevska, igralka – Sem iz Titovega Velesa - Dejan Spasić, igralec – Za vedno; Sneg - Matevž Luzar, režiser – Vučko - Jan Cvitkovič, režiser – Vem - Martin Turk, režiser – Vsakdan ni vsak dan - Slobodan Maksimovič, režiser – Agape |